# ナバラ・サーキット
座標: 北緯42度33分39.81秒 西経2度9分49.01秒 / 北緯42.5610583度 西経2.1636139度
シルクイート・ド・ナバラ（西: Circuito de Navarra, ナバラ・サーキット）は、スペイン・ナバラ州のロス・アルコス近くにあるサーキット。
2010年6月に開業し、同年10月にスーパーリーグ・フォーミュラとFIA GT1世界選手権が開催された。